# Spropitné
Spropitné, hovorově diškrece, tringelt (z německého Trinkgeld), dýško apod., je částka peněz dobrovolně přidaná k samotné ceně za nějakou službu, jako výraz spokojenosti zákazníka. Obvykle se jedná o platby za služby v restauraci, v kadeřnictví, nebo za taxislužbu. V Česku je nejběžnější spropitné v restauracích, kde se obvykle pohybuje okolo 5–10 %.

## Historie spropitného

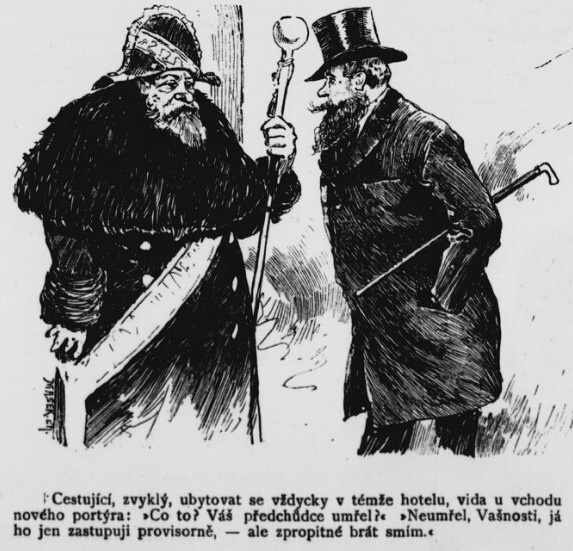
Pravopis „zpropitné“ (Humoristické listy 1899)

### Spropitné v češtině
Josef Zubatý uvedl, že výraz spropitné ve tvaru na propitie dávati a se stejným významem spropitie dávati byl v češtině častý již ve 14. a 15. století. V roce 1917, kdy článek vznikl, byl častější pravopis zpropitné, tvar spropitné byl považován za starší; Josef Zubatý však zdůvodnil, proč tvar spropitné považuje s ohledem na vývoj jazyka za správný.
České slovo „dýško“ vychází z francouzského slova discrétion, kde à votre discrétion má v češtině význam podle vašeho uvážení, čili odměna podle uvážení zákazníka.

### Spropitné v angličtině
Historie spropitného sahá až do 18. století, kdy se poprvé objevil termín „tip“ v Anglii. Tento anglický termín vznikl slangově pravděpodobně ze slov „to give.“ Oficiálně bylo slovo „tip“ poprvé použito jako sloveso ve hře George Farquhara – The Beaux Stratagem, kde znázorňovalo zbytečné a bezdůvodné obdarování něčeho tabu, neboli nějaké nezákonné směny peněz. Brzy začínali muži z vyšších vrstev dávat spropitné v kavárnách a restauracích, čímž si pojistili ochotu číšníků. Američané, kteří po občanské válce začali cestovat do Evropy, tento tehdy evropský zvyk převzali a rozšířili ho po celém světě.[zdroj?]

## Ekonomický problém
Podle mnohých manažerů by měl způsob odměňování zaměstnanců na bázi spropitného motivovat zaměstnance k lepším výkonům na pracovišti.
Spropitné, které podnik nebo zaměstnanec obdrží, podléhá daňové povinnosti. Když spropitné hradí zákazník kartou, údaj je dohledatelný. Když však platí hotově, dohledat údaje je složitější.

## Diskriminace
Finanční odměňování na základě dobrovolných příspěvků zákazníků je úrodnou půdou pro diskriminaci na pracovišti. Studie naznačují, že někteří mají podstatně velké výhody před ostatními.
V knize Freakonomie píší spisovatel Stephen Dubner a ekonom Steven Levitt o problému, který kvůli spropitnému vzniká. Autoři zmiňují studii provedenou Michaelem Lynnem, která prokázala, že atraktivní číšnice dostávají vyšší spropitné než méně atraktivní číšnice. U mužů vzhled nehraje velkou roli. Studie také ukazuje, že číšnice s blond vlasy dostávají vyšší spropitné než číšnice s tmavými vlasy, hubené číšnice dostávají vyšší spropitné než číšnice plnějších postav.

## Vnímání v různých zemích

### Asijské země[11]

#### Čína
Ve většině asijských zemí je dobrý servis samozřejmostí a není zvykem nechávat spropitné za služby. Pouze v luxusních hotelech a restauracích je obvyklé zanechat malé spropitné například kurýrovi. Ve městech jako Hongkong nebo například Šen-čen je spropitné už trochu obvyklejší, jelikož se jedná o turistická místa. V některých restauracích si může obsluha zaúčtovat poplatek za služby do celkové ceny. Ani tady ale není nezdvořilé, pokud se rozhodneme nevěnovat obsluze spropitné.

#### Japonsko
V Japonsku není vůbec obvyklé, aby lidé zanechali spropitné, dokonce to může být pro Japonce velmi urážlivé. Lidé to mohou pochopit špatně a může vzniknout zmatení, nebo dokonce obvinění z nelegálního uplácení. Spropitné většinou bývá započítáno v ceně služby. V Japonsku se platí zpravidla při odchodu z restaurace u pokladny a není zdvořilé předávat spropitné obsluze do ruky. Pokud se jedná například o luxusní hotely a opravdu chceme zanechat spropitné, je slušné dát ho do speciální obálky.

#### Indie
V Indii opět není běžné zanechat spropitné, ale pokud se pro to rozhodneme, určitě tím neurazíme, naopak, je to velmi oceněno. Stejně jako u ostatních zemí, v luxusních hotelech nebo restauracích je možné, že si obsluha započte do účtu poplatek za služby, není ale třeba potom cenu zaokrouhlovat.

#### Indonésie
V Indonésii je zanechání spropitného poměrně běžné, hlavně v turistických oblastech jako je například Bali nebo Lombok. Většinou se očekává základní spropitné, tedy 10 % z celkové útraty. Například na Bali je spropitné očekáváno hlavně v masážních salonech, či masážních stáncích, kde je slušné dát masérovi spropitné alespoň 15 % z celkové ceny.

#### Malajsie
V Malajsii spropitné není běžnou záležitostí, není tedy očekáváno u žádných služeb, v restauracích je ale možné, že si obsluha započítá do Vašeho účtu 10 % ceny jako poplatek za obsluhu, není ale obvyklé, aby zákazník cenu navyšoval, může ji spíše zaokrouhlit. Výjimkou jsou opět luxusní hotely pro náročné turisty nebo významná turistická střediska.  

#### Jižní Korea
V Koreji je zanechání spropitného vnímáno spíše jako urážlivé a neslušné, restaurace a hotely si započítávají 10 % z ceny jako poplatek, ale není slušné cenu dále zvyšovat nebo zaokrouhlovat zákazníkem. Situace se spropitným je zde podobná jako například v Japonsku a jiných asijských zemích.

#### Severní Korea
Spropitné v Severní Koreji se od turistů zpravidla nepřijímá. Není však zakázáno ponechat malou částku peněz navíc pro personál.

#### Singapur
Singapur má k spropitnému stejný postoj jako ostatní asijské země. Spropitné si zde obsluha započítá do účtu sama, většinou 7–10% a není slušné od zákazníka, aby dále cenu navyšoval. Může to být pochopeno jako urážka nebo nelegální úplatek.

#### Tchaj-wan
V této zemi je obvykle poplatek za obsluhu započten již v celkové ceně účtu, přesto se ale najdou podniky, kde tento poplatek započten není, a tak není špatné nechat běžné spropitné ve výši 10 % ceny. Tento poplatek ale není určen pro obsluhu, peníze jdou většinou státu do jeho „obecných příjmů.“

### Evropské země[14]

#### Albánie
Albánie je země velmi oblíbená turisty a zde je spropitné vždy očekáváno, téměř ve všech službách, ať už v restauraci, hotelu, taxi služby nebo u průvodce. Spropitné ve výši 10 % z celkové útraty je v podstatě vyžadováno, mnohdy je vhodné zanechat spropitné i vyšší.

#### Česko
V Česku je tradicí, že zákazník dává spropitné, zejména v restauracích. Jeho výše se odvíjí od spokojenosti a obvykle se pohybuje mezi 5 a 10 %. 
Dle dat z pokladních systémů bylo průměrné spropitné v polovině roku 2023 ve výši 6,18 %. Okolo pěti procent dávalo spropitné 37 % zákazníků, okolo deseti procent dávalo spropitné 34 % zákazníků. Dle průzkumu naopak 21 % zákazníků spropitné nedává.

#### Dánsko
V Dánsku je dané zákonem, že poplatek za službu musí být zahrnut v účtence, není tedy obvyklé nechávat další spropitné a není to v této zemi vyžadováno.

#### Finsko
Ve Finsku se spropitné nikdy neočekává a není vůbec obvyklé pro místní občany, jelikož bývá stejně jako v Dánsku zahrnuté v ceně. Ve Finsku nikdy nebylo zvykem, aby zákazník nechával obsluze spropitné, protože to nejde ruku v ruce s vyznáním Finů, které zdůrazňuje skromnost.

#### Francie
Francouzské právo vyžaduje zahrnutí poplatku za služby přímo do účtu, proto není od zákazníka vyžadováno, někdy ale díky tomuto způsobu personál nedostane nic ze spropitného, i přesto, že číšníci většinou žijí z minimální mzdy. Proto není na škodu zanechat dýško v hotovosti přímo pro obsluhu. Ve velkých městech a turistických zónách je spropitné oceněno, ale na francouzském venkově je možné, že bude bráno pohrdavě. Jediný případ, kdy se ve Francii opravdu očekává menší spropitné, je účast na představení v soukromých divadlech.

#### Chorvatsko
V Chorvatsku je spropitné běžné a je bráno jako slušnost, vzhledem k tomu, že většinou zaměstnanci restaurací pracují za minimální mzdu a spropitné je pro ně důležitý příjem. Pokud zákazník nezanechá spropitné, značí to nespokojenost s jídlem či obsluhou. Slušné je tedy zanechat spropitné, ale v hotovosti, jelikož při platbě kartou obsluha spropitné nedostane.

#### Německo
V Německu sice není spropitné povinné, ale je mnohdy vyžadováno jako slušné projevení vděčnosti či spokojenosti. Mnozí lidé jsou zde proti spropitnému, protože díky spropitnému zaměstnavatelé dávají svým zaměstnancům minimální mzdy a očekávají, že si zbytek vydělají právě na spropitném. Lidé jsou toho názoru, že kdyby se spropitné zakázalo, zaměstnavatel by musel dát zaměstnanci dobrou základní mzdu a tak by měli zaměstnanci jistotu stálého vyššího příjmu. V Německu je nezákonné účtovat poplatek za službu bez souhlasu zákazníka, je tedy běžné, že v restauraci je na to upozorněno předem, a poté je 10 % z ceny započítáno v účtu. Časté jsou i nápisy v supermarketech, které říkají „prosím zaokrouhlete.“ Tato částka navíc, která se nasbírá v supermarketu, je určena pro charitu.

#### Maďarsko
V Maďarsku bývá téměř vždy zahrnuto spropitné v ceně, pokud ne, je samozřejmost, že zákazník zanechá spropitné ve výši alespoň 10 % nehledě na kvalitu služby. V Maďarsku je velmi časté zanechávání spropitného lékařům, i když je to nelegální.

#### Irsko
Pro Iry bývá běžné zaokrouhlit celkovou cenu směrem nahoru nebo zanechat drobné na stole. V hotelech nebo taxi službách není obvyklé nechávat spropitné.

#### Island
Na Islandu není spropitné běžné, přesto to ale turisté dělají a je to vnímáno jako vděk a spokojenost se službou.

#### Itálie
V Itálii, kromě Říma, není tolik obvyklé zanechat spropitné, jelikož bývá opět zahrnuto v celkové útratě. Aby nedocházelo k nedorozumění, je často zdůrazněno i v menu, že poplatek za službu bude zahrnut na účtu. Další věnování spropitného je tedy vnímáno jako vděk nebo ocenění velmi kvalitní služby či jídla.

#### Rakousko
V Rakousku není spropitné vyžadováno, je však často očekáváno jako slušnost, většinou je vhodné 5–10 % z celkové útraty. Často toto záleží na úrovni restaurace či hotelu, ve standardní restauraci je běžné zaokrouhlit cenu na další euro, v lepších restauracích už jsou vhodná procenta z ceny.

#### Rusko
V Rusku je zvykem zanechat 10 % spropitného. Turistům je doporučováno, že pokud si přejí zanechat spropitné v restauraci, musí ho předat v hotovosti přímo obsluze do ruky, protože v případě, že jej nechají na stole, vezme si ho vedoucí restaurace a k obsluze se již nedostane. Funguje to tak i v jiných situacích, kdy se vždy doporučuje mít spropitné připravené v hotovosti.

#### Slovinsko
Ve Slovinsku bývá zvykem, zanechat spropitné ve výši 5–10 %, ale záleží na výši částky. Občané jsou tedy zvyklí, že vždy zanechají malé spropitné i například v taxi, či na poště. 

#### Slovensko
Na Slovensku není spropitné povinností ani nutností, což znamená, že pokud si zákazník bude přát zanechat spropitné, bude to pouze na něm, zda ano a jak velkou částku.

#### Srbsko
V Srbsku je zvyklostí nechávat spropitné alespoň 7–10 %, avšak není to pravidlem a jsou i místa, kde spropitné není vůbec běžné.

#### Španělsko
Ve Španělsku bývá spropitné zaokrouhleno již v ceně, nicméně obvykle se obsluze dává navíc dalších 5–10 % v hotovosti jako poděkování za příjemný zážitek.[zdroj⁠?!] Je ale také pravda, že pokud další spropitné není přidáno, není to žádný přešlap, jen je na to v dnešní době obsluha již navyknutá.[zdroj⁠?!] Neslušný krok od obsluhy by avšak byl, pokud by si spropitné zaokrouhlila do ceny sama.

#### Portugalsko
V Portugalsku podobně jako ve Španělsku je spropitné zaokrouhleno  v ceně, proto pokud má zákazník zájem, může obsluze zanechat dalších 5–10 % v hotovosti, pokud byl nadmíru spokojen. Je zde zvykem, že zákazník další spropitné přidávat nemusí a obsluha si ho do ceny nesmí zaokrouhlit sama.

#### Švédsko
Ve Švédsku je spropitné zahrnuto v ceně. Proto, pokud si zákazník přeje zanechat nějaké drobné navíc, může, ale není to jeho povinností.

#### Švýcarsko
Ve Švýcarsku podobně jako v Česku se daná částka zaokrouhluje.

#### Turecko
V Turecku se spropitné nazývá bakšiš. Ten je zvykem zanechat obsluze vždy, jinak se cítí, že neudělala něco v pořádku. Zvykem je nechat kolem 10 % z útraty, ale opět pouze jen v hotovosti a předat jej nenápadně, aby nevzbudil pozornost ostatních.

#### Spojené království
Ve Spojeném království je zvykem stejně jako v ostatních[ujasnit] anglicky mluvících zemích nechat jedno z nejvyšších spropitných a také je tam očekávané. V restauracích s obsluhou se nechává 10 % z ceny a více, ale v barech, kde lidé obsluhovaní nejsou, se se spropitným až tolik nepočítá. Stává se i to, že pokud obsluha dospěje k názoru, že zákazník není o této tradici informován, je schopna mu naúčtovat 10–12 % z ceny jako spropitné.

### Americké země[14]

#### Argentina
V Argentině od roku 2004 platí zákon, který zakazuje restauračním a hotelovým zařízením zanechávat spropitné. Navzdory tomu je však spropitné běžné a někde může tvořit až 40 % výdělku pracovníka v tomto odvětví.

#### Bolívie
Spropitné zde není třeba platit, ale je vítáno, pokud si ho zákazník přeje zanechat.

#### Kanada
V Kanadě je spropitné slušností, a i když není zahrnuto v ceně, je nutné personálu nějaké dát. Obvykle se dává 15–20 % z ceny, ale záleží na kvalitě obsluhy a celkovém zážitku zákazníka.

#### Karibik
V Karibiku je slušné věnovat spropitné ve výši 15–20 % z celkové ceny v hotovosti. Obsluha na spropitné velmi sází, ačkoliv ho nemá zahrnuto v ceně, tudíž ne vždy ho od zákazníka dostane.[ujasnit]

#### Mexiko
V Mexiku je časté spropitné ve výši 15–20 % z ceny, ale pouze v hotovosti a nenápadně. Spropitné v ceně zahrnuto není. Pokud člověk předá spropitné v amerických dolarech, tak to problém není, ale místní obyvatelé mají raději místní měnu.

#### USA
V USA není spropitné zahrnuto v ceně, ale je nutností. Je zvykem dát 15–20 % z výše útraty, dle spokojenosti zákazníka. Zároveň, pokud zákazník nechá spropitné menší než 15 %, považuje se to za neslušnost, či za vysokou nespokojenost zákazníka.

## Spropitné v některých dalších jazycích
- německy Trinkgeld (trinken = pít, Geld = peníze)
- anglicky tip nebo gratuity
- francouzsky pourboire (pour = pro, boire = pít)
- italsky mancia
- španělsky propina (z latinského výrazu propinare = dát vypít)
- polsky napiwek
- rusky чаевые (чай = čaj)
- hebrejsky תשר‎ (t‘šer).
- srbochorvatsky napojnica

V některých zemích se spropitné neočekává (např. v Číně) a někde je dokonce považováno za společensky nepřijatelné (např. v Japonsku).

## Podobné výrazy
- V češtině se používá též slovo tuzér, které se většinou používá u jiných než výše jmenovaných služeb, například v hotelu.
- Slovo marže též představuje navýšení ceny o několik procent; jedná se ale o ryze ekonomický pojem, který si určuje sám obchodník.
- Pro islámský svět existuje termín bakšiš; rozdíl od spropitného se liší v tom, že bakšiš se nutně nevydává jen za určitou protislužbu, ale též na prosbu žebráků, poutníků a sociálně slabších. Rozdávání bakšiše muslimové berou jako samozřejmost a jednu z věcí, která patří k jejich víře.